# Vercel-Villedieu-le-Camp
Vercel-Villedieu-le-Camp è un comune francese di 1 594 abitanti situato nel dipartimento del Doubs nella regione della Borgogna-Franca Contea.

## Società

### Evoluzione demografica
Abitanti censiti